# The Best of Great White: 1986-1992
The Best of Great White: 1986-1992 è la prima raccolta del gruppo musicale statunitense Great White, pubblicata nell'ottobre del 1993 per mettere fine al contratto tra il gruppo e la Capitol Records. 

## Tracce
1. Step on You – 6:07 (dall'album Psycho City)
2. All Over Now – 4:22 (dall'album Once Bitten)
3. Save Your Love – 5:42 (dall'album Once Bitten)
4. House of Broken Love – 5:58 (dall'album ...Twice Shy)
5. Big Goodbye – 5:58 (dall'album Psycho City)
6. Rock Me – 7:19 (dall'album Once Bitten)
7. Face the Day – 7:03 (dall'album Shot in the Dark)
8. Old Rose Motel – 7:24 (dall'album Psycho City)
9. Once Bitten, Twice Shy – 5:22 (dall'album ...Twice Shy)
10. Afterglow (of Your Love) – 5:52 (dall'album Hooked)

## Formazione
- Jack Russell – voce
- Mark Kendall – chitarre, cori
- Michael Lardie – chitarre, tastiere, cori
- Teddy Cook – basso
- Tony Montana – basso (nelle tracce 2, 3, 4, 6, 9 e 10)
- Lorne Black – basso (nella traccia 7)
- Audie Desbrow – batteria